# Stadio Ramón Tahuichi Aguilera
L'Estadio Ramón Tahuichi Aguilera è uno stadio calcistico di Santa Cruz de la Sierra, nel Dipartimento di Santa Cruz, in Bolivia, con una capacità massima di 40.050 persone.

## Storia
È stato inaugurato nel 1939; nel 1995-1996 ha subìto delle ristrutturazioni in vista del suo utilizzo per la Copa América 1997.